# Marthe Bretelle
Marthe Bretelle (née le 9 juin 1936 à Dantzig, en ville libre de Dantzig et morte le 12 décembre 1995) est une athlète française spécialiste du lancer du disque et du lancer du poids.
Sélectionnée à 37 reprises en équipe de France A, elle remporte 13 titres de champion de France dont 11 en plein air. Elle a la particularité d’avoir été internationale dans les trois épreuves de lancers en vigueur à l’époque (poids, disque et javelot).
Marthe Bretelle a évolué au sein du CO Pantin (1952-1953), de l'US Métro Paris (1954-1958) et du VGA Saint-Maur (1959-1971).
Elle a enseigné l'éducation physique et sportive au lycée Henri-Bergson (Paris) de Paris.

## Palmarès
- Championnats de France d'athlétisme :
  - Vainqueur du lancer du disque en 1957, 1960, 1961, 1962, 1963, 1964, 1965 et 1966
  - Vainqueur du lancer du poids en 1956, 1957 et 1963 (3).